# 瑟爾耶爾門峰
71°48′S 26°28′E / 71.800°S 26.467°E
瑟爾耶爾門峰是南極洲的山峰，位於東部南極洲的毛德皇后地，屬於南龍達訥山脈的一部分，海拔高度2,030米，由挪威的製圖師根據空中照片繪入地圖。